# Flachbaugruppe
Die Flachbaugruppe ist ein Sonderfall der elektronischen Baugruppe. Die Bezeichnung „elektronische Flachbaugruppe“ steht stellvertretend für den gesamten klassischen „On-Board“ Integrationsansatz, bei dem diskrete Bauelemente auf einer Leiterplatte, die als ein sehr flacher Schaltungsträger dient, zu einer funktionsfähigen Einheit elektrisch und mechanisch in Hybrid-Bauweise verbunden werden.
Daneben existieren weitere Integrationsmöglichkeiten wie
- On-Chip / SoC – monolithische Integration in einem Halbleiter (IC)
- in-Package / SiP – Integration der Mikrokomponenten in einem miniaturisierten Gehäuse.